# Nudo diamante

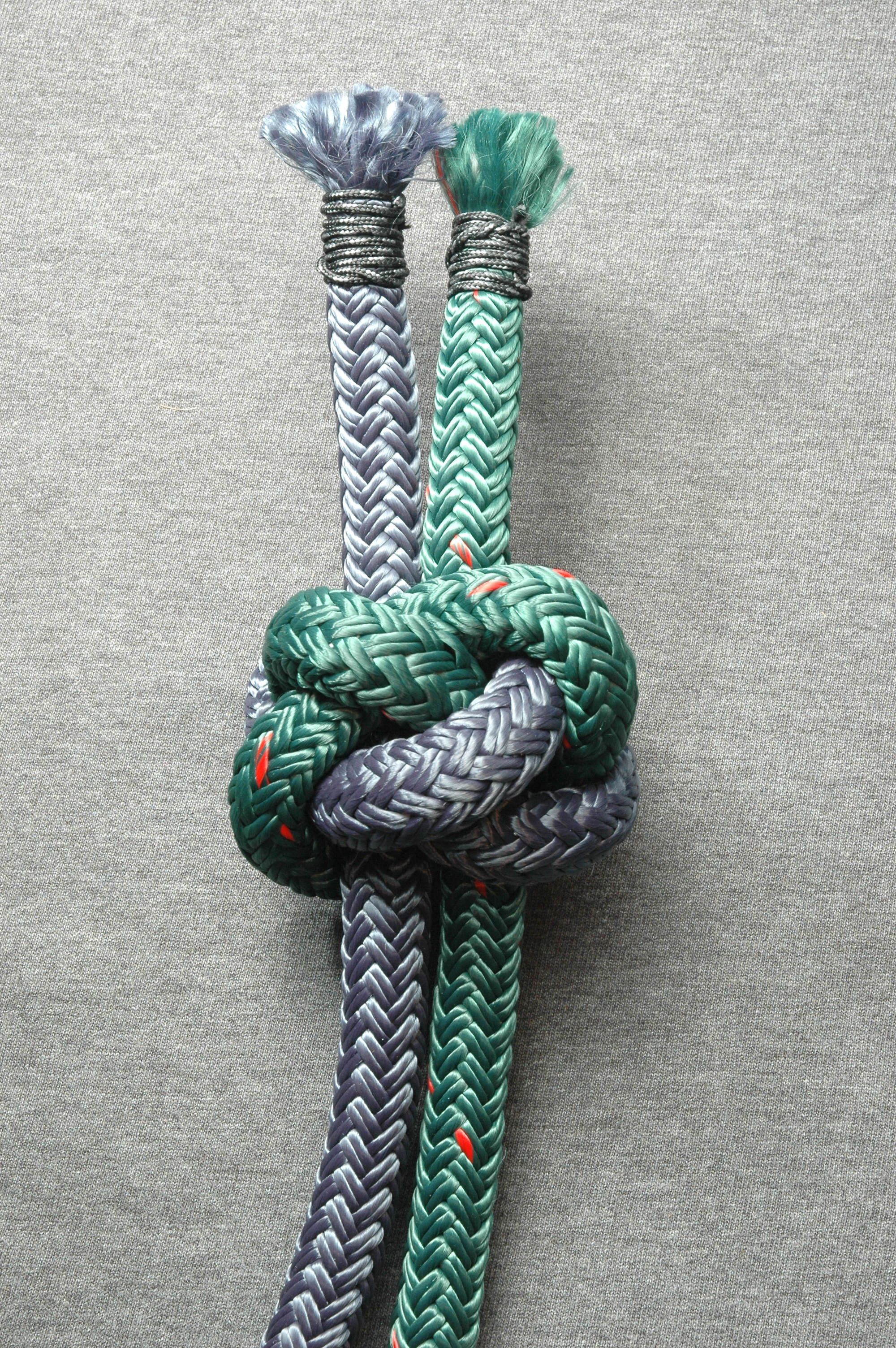
Nudo diamante finalizado.

El nudo diamante o nudo cordón de cuclillo es un nudo para formar un bucle decorativo en el extremo de un cable o también de un cordón.

## Atado
El nudo diamante comienza como un nudo Carrick con los extremos opuestos entre sí para salir diagonalmente. Cuando los pasos se han completado el nudo se reordena y se aprieta de modo que los extremos salgan paralelos y opuestos a su parte vertical.
|                            |
| Comienzo del nudo Carrick. |

|                                                  |
| Los extremos de trabajo pasan uno sobre el otro. |

|                                                                               |
| Los extremos se hacen pasar a través del centro del nudo Carrick desde abajo. |